# Posoqueria coriacea
Posoqueria coriacea är en måreväxtart som beskrevs av Martin Martens och Henri Guillaume Galeotti. Posoqueria coriacea ingår i släktet Posoqueria och familjen måreväxter.

## Underarter
Arten delas in i följande underarter:
- P. c. coriacea
- P. c. formosa
- P. c. maxima